# جائزة بريطانيا الكبرى 2000
جائزة بريطانيا الكبرى 2000 (بالإنجليزية: 2000 British Grand Prix)‏ هو سباق فورمولا 1 أقيم بتاريخ 23 أبريل 2000 في سيلفرستون، إنجلترا. كان الرابع من أصل 17 في بطولة العالم لسباقات الفورمولا واحد موسم 2000. حلّ البريطاني ديفيد كولتهارد أولا بينما جاء الفنلندي ميكا هاكينن في المركز الثاني وحصل على المركز الثالث الألماني مايكل شوماخر.